# 馬尼托巴湖
馬尼托巴湖位於北美洲加拿大的馬尼托巴省境內，處於省會溫尼伯西北約75公里，是加拿大第十三大湖（4,624平方公里）。呈不規則形狀的馬尼托巴湖長約200公里，由史前時代阿加西湖（Lake Agassiz）變化而成，湖中有一個大島嶼及少數較小的島嶼。
湖水從西北面的溫尼伯戈西斯湖經Waterhen River流入，再經東北面的Dauphin River流出至溫尼伯湖，屬於納爾遜河和哈德遜灣）的集水區。湖的南端為草原港（Portage la Prairie）以北24公里的三角洲沼澤，是候鳥重要棲息地。
湖邊城鎮有聖勞倫特、费尔福德、斯蒂普羅克和阿馬蘭斯。
馬尼托巴湖曾是歐洲人前往哈德遜灣進行皮草貿易的必經之地。
湖名馬尼托巴來自克里語中的manitou-wapow或奧吉布瓦語中的manitou-bah，都是解作「straits of Manitou, the Great Spirit」。
多年來一直有人聲稱目睹有類似尼斯湖水怪和奧卡諾根湖湖怪（Ogopogo）的怪物出沒，並命名為Manipogo。

## 漁業
馬尼托巴湖連同另外兩個湖的商業捕漁，為馬尼托巴省帶來每年三千萬美元收益。